# Geografia de El Salvador
El Salvador é, com Belize, um dos dois países da América Central que não possuem costa quer no oceano Atlântico, quer no mar das Caraíbas, e o único que só tem litoral pacífico. O interior é montanhoso e no litoral existe uma estreita planície costeira, que é mais larga no centro do país, na área da foz do rio Lempa e da baía de Jiquilisco. No interior centro existe também um planalto.
E mesmo também com Belize, são os dois menores paises da America.
O clima é tropical na costa e temperado nas zonas altas.